# Heinz-Viktor Simon

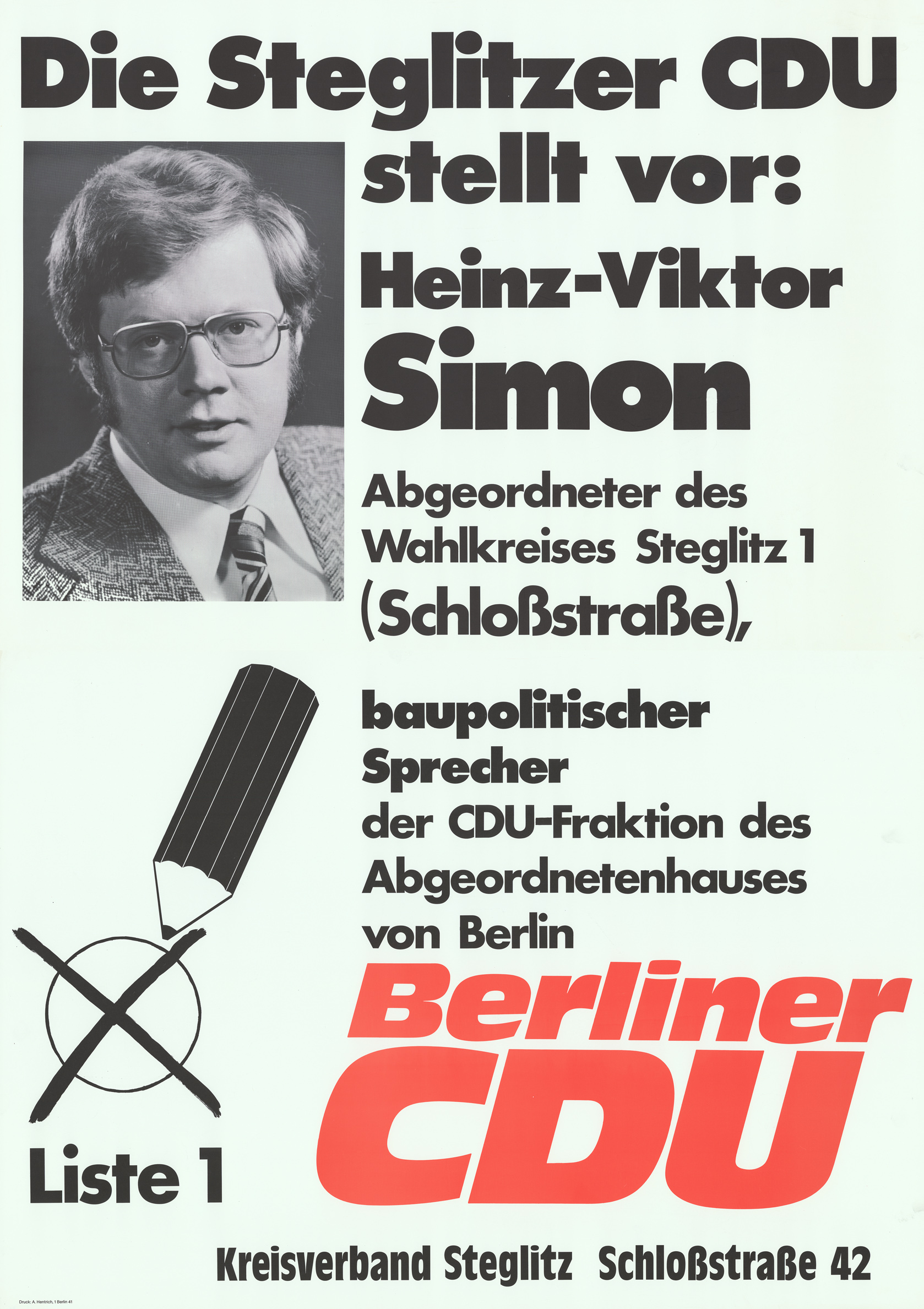
Wahlplakat 1979

Heinz-Viktor Simon (* 17. Juli 1943 in Berlin; † 7. Oktober 2019  ebenda) war ein deutscher Politiker (CDU) und von 1975 bis 1998 Mitglied des Abgeordnetenhauses von Berlin. Seit 2016 war er Stadtältester von Berlin.

## Leben
Simon legte 1963 das Abitur ab und studierte anschließend an der Freien Universität Berlin Rechtswissenschaften. 1974 legte er die zweite juristische Staatsprüfung ab und wurde Rechtsanwalt. Er arbeitete als Vorstandsmitglied bei mehreren Berliner Wohnungsbaugesellschaften; zuerst bei der Erbbauverein Moabit e.G., später dann bei der GEHAG.
Schon in der Schulzeit trat Simon 1962 der CDU bei. Von 1965 bis 1969 und von 1971 bis 1982 war er Mitglied des Kreisvorstandes der CDU Steglitz, von 1979 bis 1982 Kreisvorsitzender der CDU Steglitz, von 1983 bis 1999 Vorsitzender des CDU-Ortsverbandes Südende, Mitglied des Kreis-, Landes- und Bundesparteitages, Mitglied des Bundesfachausschusses „Strukturpolitik“ der CDU Deutschlands; er war auch Mitglied der Christlich Demokratischen Arbeitnehmerschaft. Bei der Berliner Wahl 1971 wurde er in die Bezirksverordnetenversammlung im Bezirk Steglitz gewählt. Bei der folgenden Wahl 1975 wurde er zum Mitglied des Abgeordnetenhauses von Berlin gewählt. Dort war er 23 Jahre lang im Parlament tätig, bis er wegen des Grundsatzes der Inkompatibilität im Oktober 1998 ausschied. Sein Nachrücker wurde Gerald Mattern.
Simon war Mitglied der IG Bau-Steine-Erden und der Europa-Union Berlin. Über Jahre engagierte er sich in der Parlamentarischen Vereinigung Berlins, zuletzt war er deren Ehrenmitglied.

## Privates
Simon war verheiratet und Vater zweier Söhne. Einer von ihnen ist der CDU-Politiker Roman Simon, der seit 2011 ebenfalls Mitglied des Abgeordnetenhauses ist.
Heinz-Viktor Simon war an Demenz erkrankt und lebte zuletzt in einer Berliner Pflegeeinrichtung. Er starb im Oktober 2019 mit 76 Jahren.

## Ehrungen
- 2016: Stadtältester von Berlin